# Mikołaj Pełczyński
Mikołaj Pełczyński (ur. 1881 lub 1882 w Nieświeżu, zm. 15 lutego 1943 w Iranie) – podpułkownik piechoty Wojska Polskiego.

## Życiorys

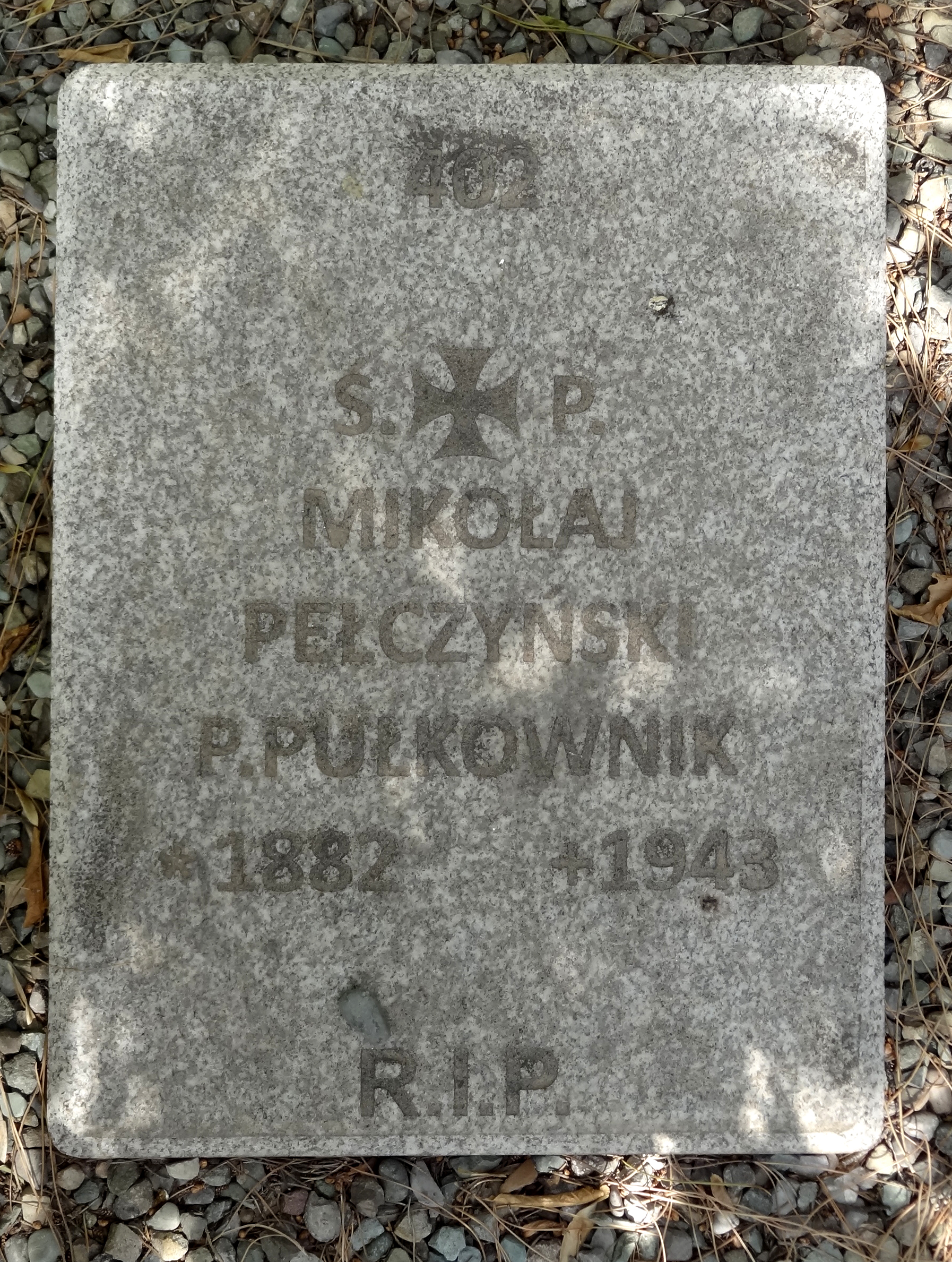
Grób ppłka Mikołaja Pełczyńskiego (po remoncie cmentarza), fot. Ivonna Nowicka

Urodził się 9 lub 22 grudnia 1881 bądź w 1882 w Nieświeżu. Po zakończeniu I wojny światowej został przyjęty do Wojska Polskiego. Po zakończeniu I wojny światowej został przyjęty do Wojska Polskiego. W trakcie wojny polsko-bolszewickiej po zajęciu Wilna w 1919 został mianowany wojskowym dowódcą powiatu wileńskiego. Został awansowany na stopień podpułkownika piechoty ze starszeństwem z dniem 1 czerwca 1919.
15 maja 1922 został komendantem Powiatowej Komendy Uzupełnień Brzeziny w Tomaszowie, pozostając oficerem nadetatowym 51 pułku piechoty. W styczniu 1927, po likwidacji PKU Brzeziny w Tomaszowie, został oddany do dyspozycji dowódcy Okręgu Korpusu Nr IV. W lutym tego roku został przydzielony do Powiatowej Komendy Uzupełnień Końskie na stanowisko komendanta, pozostając nadal oficerem nadetatowym 51 pp. Z dniem 31 grudnia 1928 został przeniesiony w stan spoczynku. W 1934 jako emerytowany podpułkownik był przydzielony do Oficerskiej Kadry Okręgowej nr X jako oficer przewidziany do użycia w czasie wojny i pozostawał wówczas w ewidencji Powiatowej Komendy Uzupełnień Baranowicze.
Podczas II wojny światowej był podpułkownikiem Armii Polskiej w ZSRR gen. Władysława Andersa. Zmarł 15 lutego 1943 w Iranie. Został pochowany na Polskim Cmentarzu Wojennym w Teheranie   (kwatera VI - rząd 11 - grób 402), który mieści się na terenie cmentarza katolickiego.